# ليوشو
ليوشو (بالصينية: 柳州市) هي مدينة من مدن الصين. يبلغ عدد سكانها 3758700 نسمة حسب إحصائيات سنة 2010. تبلغ مساحتها 18,677 كم².

## معرض صور

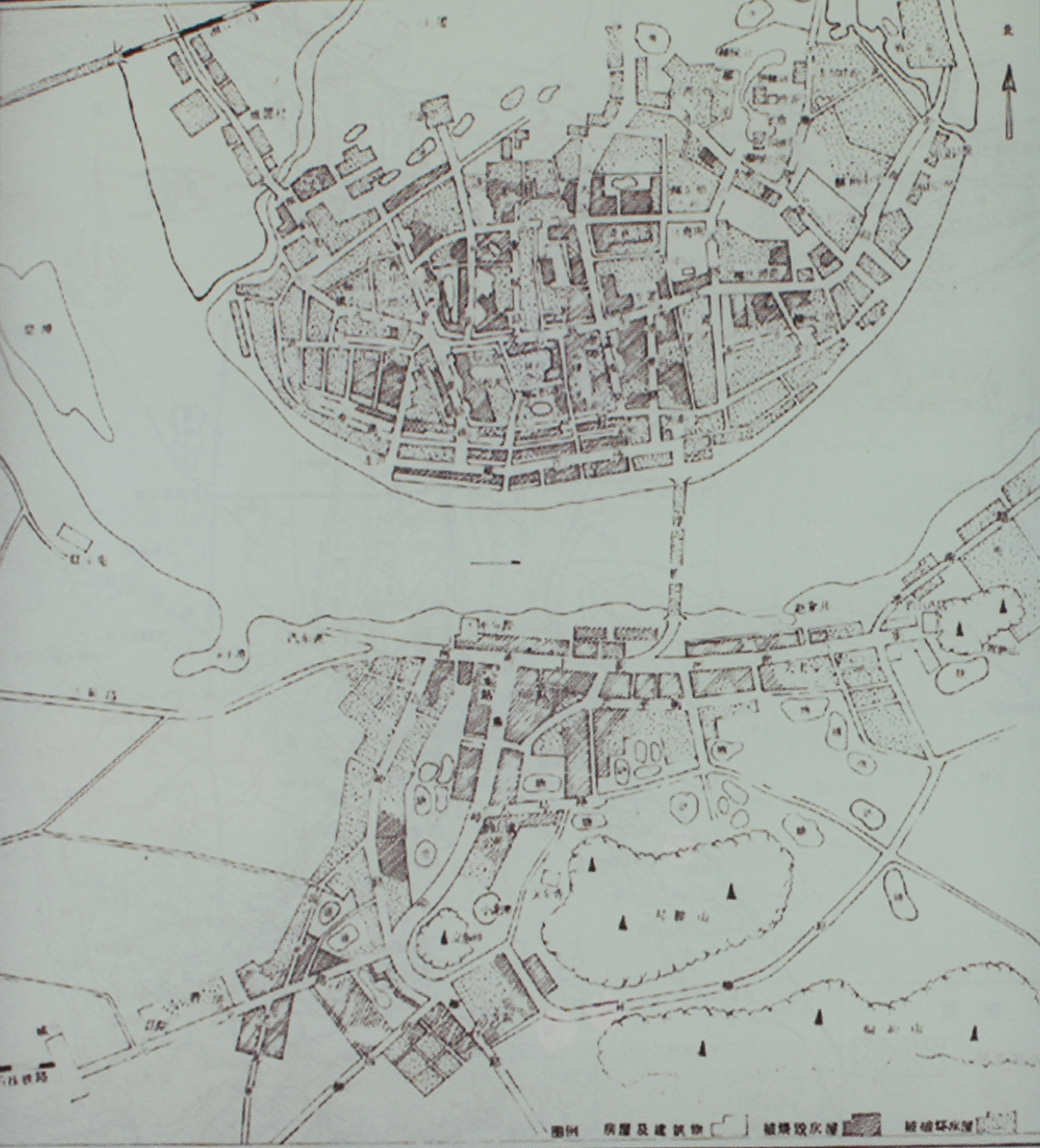
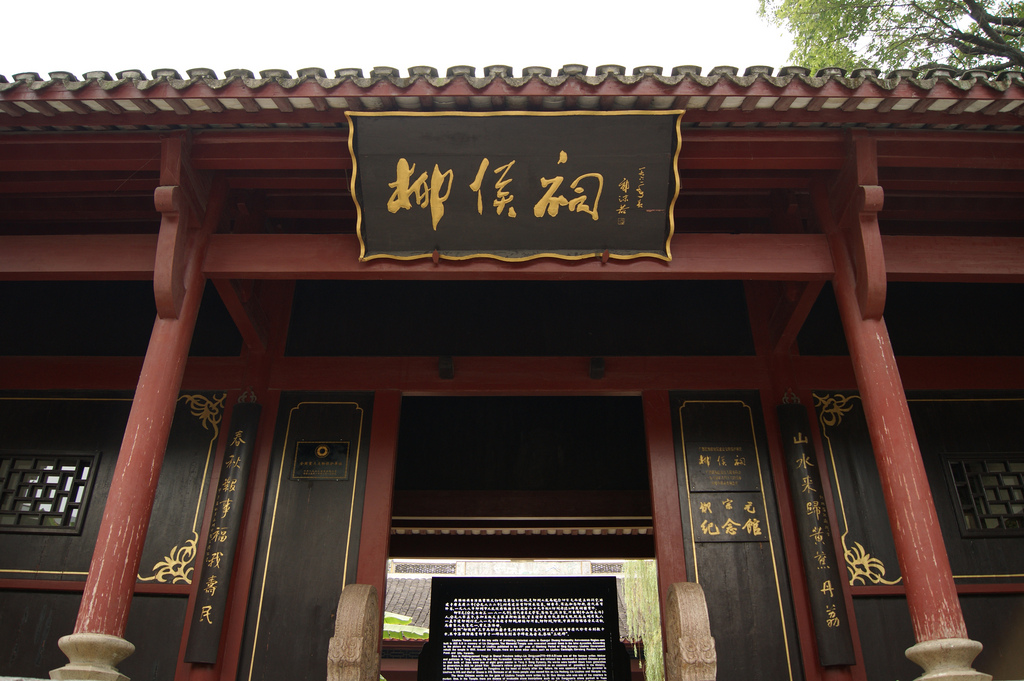
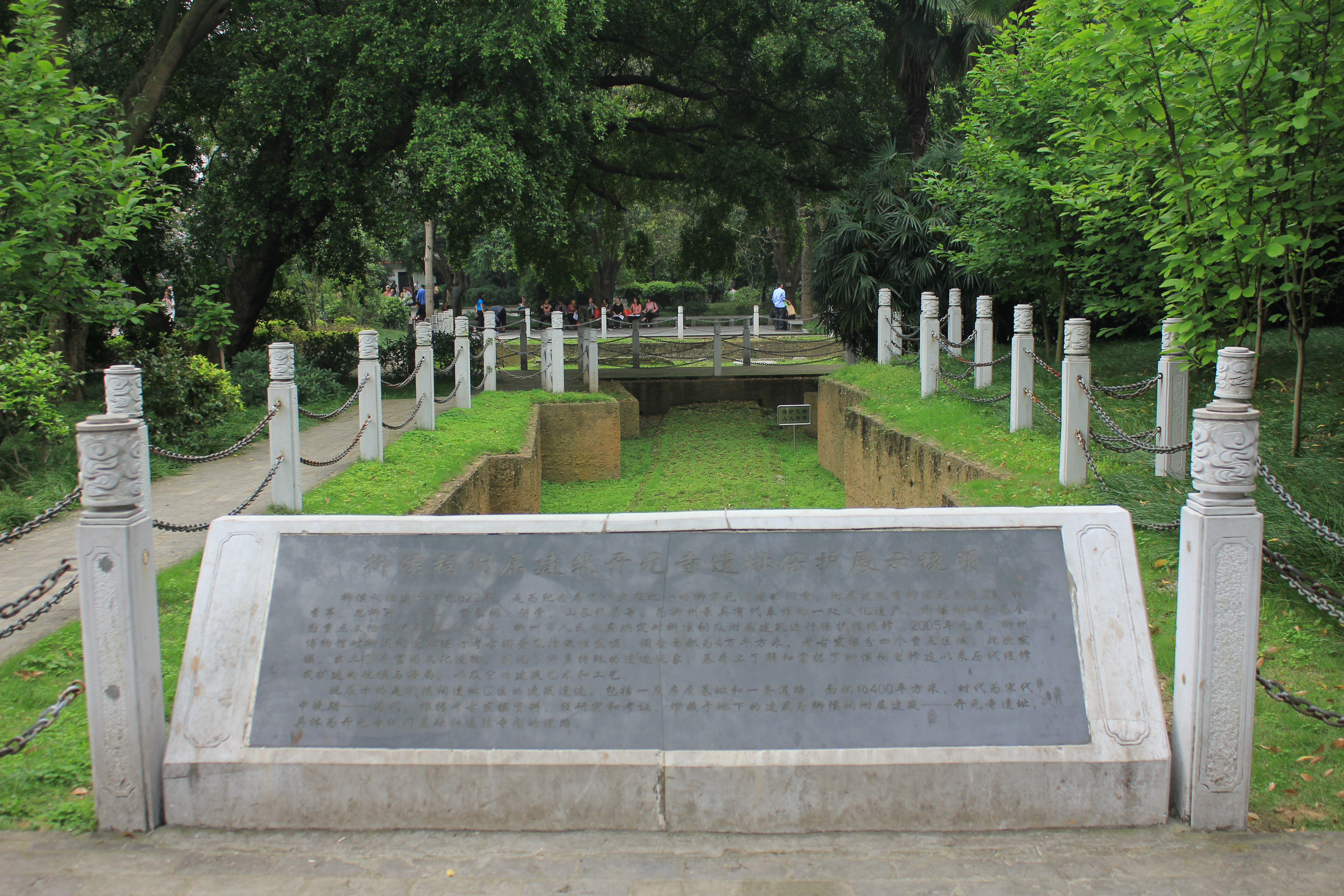
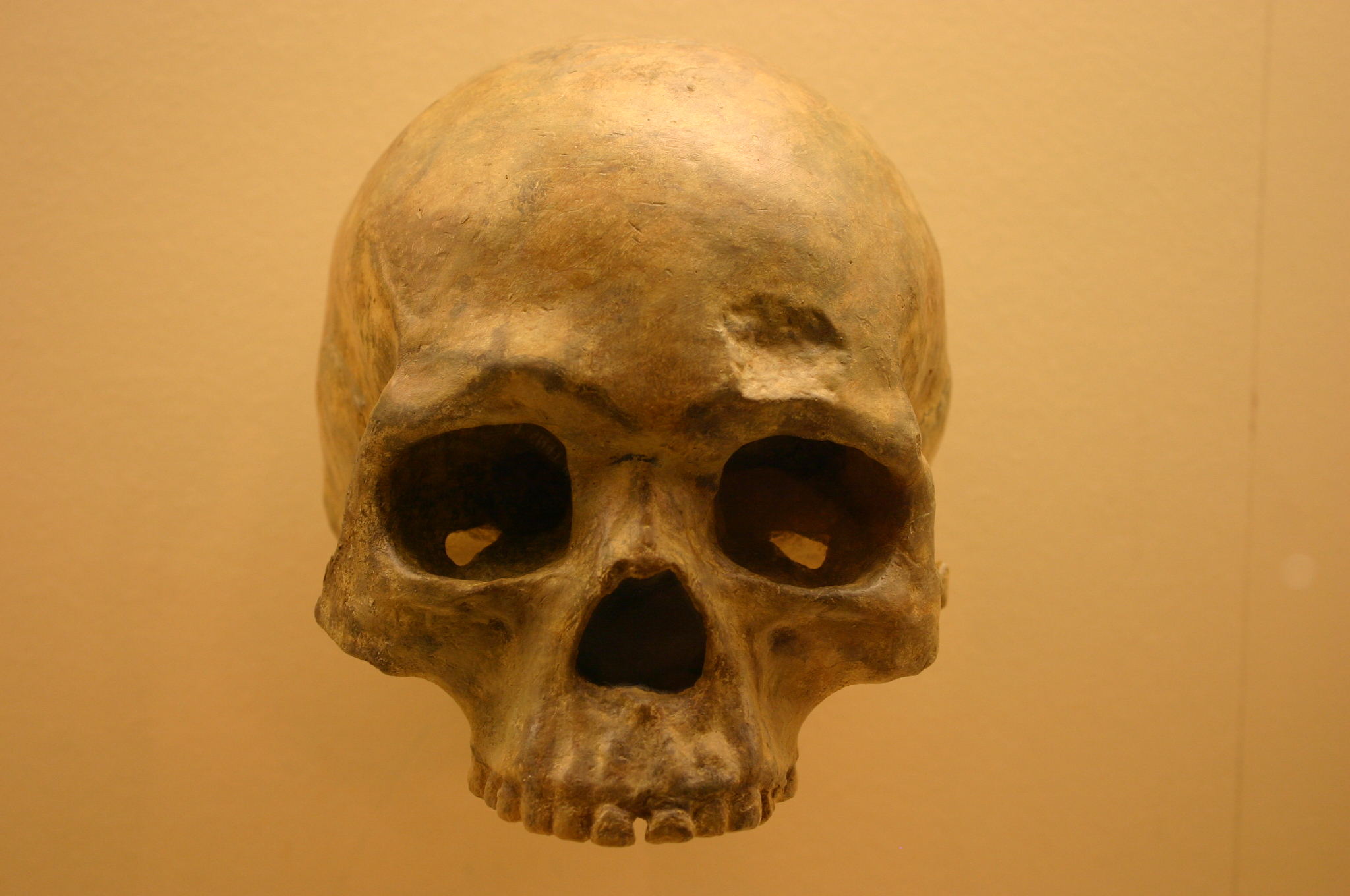

## توأمة
لليوشو اتفاقيات توأمة مع كل من:
- سينسيناتي
- باساو

## أعلام
- غاو ياي
- جو فانجيو

## وصلات خارجية
- الموقع الرسمي